# Верхня Австрія
Верхня Австрія (нім. Oberösterreich, чеськ. Horní Rakousko) — федеральна земля на півночі Австрії. Столиця і найбільше місто — Лінц.

## Географія
Площа території 11 980 км² (4-а за величиною земля Австрії).
Більшу частину території займають гори й пагорби. На півночі та північному сході знаходиться низькогір'я (400–900 м) Мюльфіртель, яке є складовою південного краю кристалічного Чеського масиву. Між цим масивом та Східними Альпами розташована низовинна смуга — Інфіртель. На південь від Дунаю починається північне передгір'я Альп, яке здіймається на 300–800 м й розділено кількома невеликими річками: Траун, Кремс, Штайр і Еннс. Найпівденніша частина Верхньої Австрії — Східні Альпи з найвищою вершиною — горою Дахштайн (2995 м). Тут же знаходяться і крайні східні льодовики Альп. Основні водні артерії — це річки Дунай (111 км), Траун (132 км), Енс (90 км), Інн (68 км) та Штайр (67 км). У північних передгір'ях Альп знаходяться озера Аттерзее (45,9 км²), Траунзее (24,5 км²), Мондзее (14,2 км²) і Галлштаттерзее (8,4 км²). Водний простір займає 2,11 % всієї території або 252 кв.км.
Клімат землі Верхня Австрія — помірний континентальний. Середня річна температура становить 7- 9°C. В горах на висоті понад 2000 м — 1°C. Річна норма опадів — від 750 до 800 мм, у передгір'ях Альп — до 1000 мм, а на висоті понад 1500 м — 2000 мм. Сніг у гірських районах тримається до 7-8 місяців.

## Історія
Люди заселяли територію сучасної Верхньої Австрії вже в добу палеоліту. За часів Римської імперії округа на південь від Дунаю була частиною провінції Норік. У VI-VII століттях східну частину краю заселили баварці, а південно-східну — слов'яни. 788 року землі між містами Інн та Енс увійшли до складу франкської держави Карла Великого.

## Адміністративний поділ
Адміністративно земля розділена на 15 округів, три міста земельного підпорядкування та 444 громади.

### Міста земельного підпорядкування
1. Лінц
2. Штайр
3. Вельс

### Округи
1. Браунау-ам-Інн
2. Ефердінг
3. Фрайштадт
4. Гмунден
5. Гріскірхен
6. Кірхдорф-ан-дер-Кремс
7. Лінц-Ланд
8. Перг
9. Рід-ім-Іннкрайс
10. Рорбах
11. Шердінг
12. Штайр-Ланд
13. Урфар-Умгебунг
14. Феклабрук
15. Вельс-Ланд

## Населення
У регіоні проживає близько 1,4 млн людей. Лінц — третє за величиною місто Австрії після Відня та Граца. Тут проживає близько 30% всього населення Верхньої Австрії. Густота населення — 115 осіб на км².
80% жителів регіону — католики.
У Верхній Австрії проживає 17% всього населення Австрії або 1,4 млн людей (усього в Австрії проживає 8,2 млн людей). За кількістю населення Верхня Австрія поступається тільки Нижній Австрії (1,58 млн) і Відню (1,6 млн). Працездатне населення землі становить близько 700 тис., з яких близько 61% зайнято у сфері послуг (включаючи торгівлю й туризм), 33% — у промисловості та 6% — у сільському й лісовому господарстві. Безробіття у 2007 році становило 3,6%, що нижче за середній показник по країні (6,2%).

## Економіка

### Промисловість

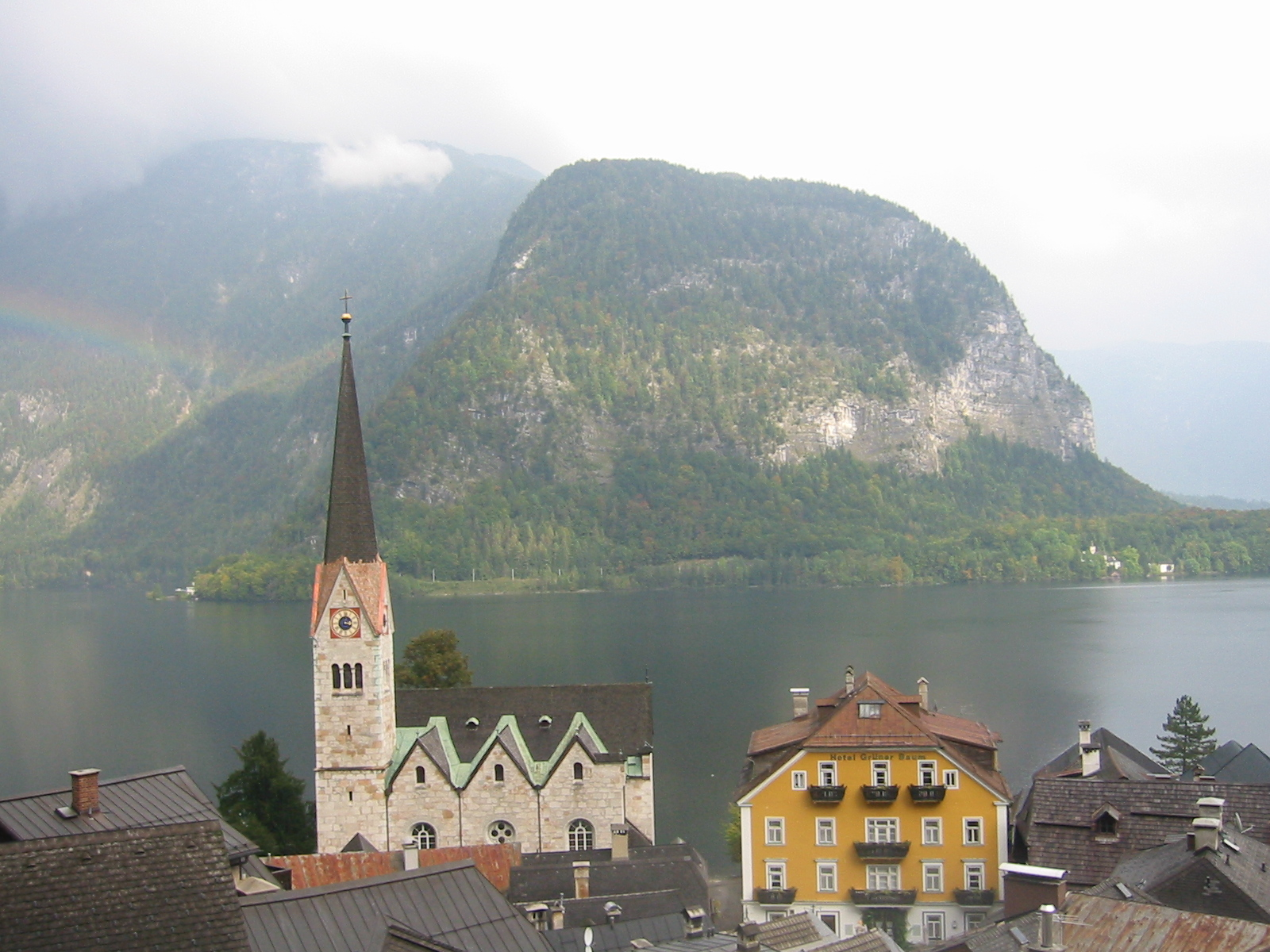
Гальштат і Гальштатське озеро

Верхня Австрія — найважливіший промисловий регіон країни. Тут розміщено понад 700 крупних підприємств, а доля промислового виробництва становить 23 % (2001). Основні промислові центри — Лінц, Браунау-на-Інні, Інн, Траун. Основні галузі: сталеливарна й целюлозна промисловість, машинобудування, кольорова металургія.
Економіка Верхньої Австрії характеризується сполученням низки крупних компаній та безлічі дрібних і середніх підприємств. На території землі діє понад 42 тис. компаній. Доля землі у ВВП країни становить 16 %, а у виробництві промислових товарів — 22 %. Провідною галуззю економіки є сфера послуг. Близько 44 % валового внутрішнього продукту землі формується у цьому секторі. У Лінці знаходиться найбільший суднобудівний завод Австрії. Найпотужнішими компаніями є: «Фест-Альпіне Шталь» (виробництво сталі й прокату), «Сіменс ФАІ» (виробництво обладнання для підприємств металургійної промисловості), «BMW Motoren» (виробництво двигунів), «ХАБАУ» (будівництво), «Штаєр-Моторс» (виробництво дизельних двигунів).

### Сільське господарство
Незважаючи на те, що кількість зайнятих у сільському господарстві жителів регіону досить мала (7,1 %), загальна продуктивність цієї галузі значно зросла. Зернові культури обробляються в долинах Іннвіртелс та Еннс. Окрім того, важливе значення мають тваринництво й вирощування фруктів.
Завдяки географічному розташуванню (долина Дунаю) значна частина території землі є придатною для сільського господарства. 47 % придатних для сільського господарства площ — це луки, з яких 60 % розташовані у гірській та гористій місцевості. У цих районах знаходиться половина всіх сільськогосподарських підприємств Верхньої Австрії. Зареєстровано понад 30 тис. підприємств, які обробляють близько 570 тис. га. Верхня Австрія є основним виробником м'ясомолочних продуктів у країні. На її долю припадає 32 % молока, 30 % яловичини та 38 % свинини, що виробляються в Австрії.

### Туризм
Кількість туристів, які щорічно відвідують Верхню Австрію становить понад 7 млн чоловік. Основні центри туризму розміщені в районі Зальцкаммергута. Найпопулярнішими є такі курорти як Санкт-Вольфганг, Шлірбах, Гальштат. Широко розвинуті гірськолижний, водний, кінний та піший види туризму.
За кількістю ночівель іноземних туристів земля займає четверте місце у країні (За кількістю ночівель іноземних туристів Австрія посідає шосте місце в Європі, а за прибутками від туризму на душу населення — перше), причому 85 % ночівель припадає на сільську місцевість. В середньому за рік Верхню Австрію відвідує 1,9 млн туристів. Особливу увагу туристів приваблюють відомий курорт Зальцкаммергут, популярний своїми озерами; національний парк Калькальпен, район Заувальд тощо. На території Верхньої Австрії знаходиться велика кількість історичних і культурних пам'яток.

## Пам'ятки

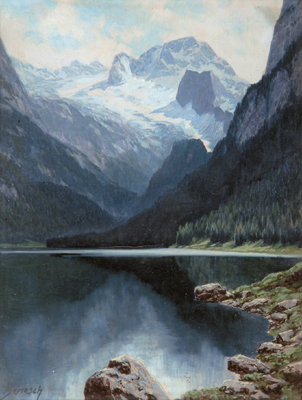
Озеро Гозау

### Монастирі й абатства
У Верхній Австрії знаходиться велика кількість старовинних монастирів:
- Мондзее — колишній монастир ордена бенедиктинців, найстародавніший монастир у Верхній Австрії (748).
- Ламбах — абатство ордена бенедиктинців (1056).
- Райхерсберг — абатство августинців (1084).
- Енгельсцелль — монастир ордена траппістів (1293).
- Вільхерінг — абатство ордена цистерціанців (1146)
- Монастир святого Флоріана — абатство августинців (1071).
- Кремсмюнстер — абатство ордена бенедиктинців (777).